# Saša Marković (basket-ball)
Ne doit pas être confondu avec Saša Marković, le joueur de football serbe
Pour les articles homonymes, voir Marković.
Alexander « Saša » Marković (en grec moderne : Αλεξάντερ «Σάσα» Μάρκοβιτς), également connu sous le nom de Saša Theodorákis (grec moderne : Σάσα Θεοδωράκης), né le 21 juillet 1977, à Tuzla, en République socialiste de Bosnie-Herzégovine, est un ancien joueur bosnien, naturalisé grec, de basket-ball. Il évolue au poste de pivot.